# Benjamin Jarrett
Benjamin Jarrett (* 18. Juli 1881 in Sharon, Mercer County, Pennsylvania; † 20. Juli 1944 in Zanesville, Ohio) war ein US-amerikanischer Politiker. Zwischen 1937 und 1943 vertrat er den Bundesstaat Pennsylvania im US-Repräsentantenhaus.

## Werdegang
Benjamin Jarrett besuchte die öffentlichen Schulen in Wheatland. Danach war er als Angestellter im Telegraphendienst und als Vorarbeiter in einer Stahlfabrik beschäftigt. Nach einem anschließenden Jurastudium und seiner 1907 erfolgten Zulassung als Rechtsanwalt begann er in Farrell in diesem Beruf zu arbeiten. Zwischen 1910 und 1930 war er juristischer Vertreter dieser Stadt. Gleichzeitig schlug er als Mitglied der Republikanischen Partei eine politische Laufbahn ein. Zwischen 1911 und 1913 saß er im Senat von Pennsylvania. Von 1919 bis 1923 gehörte er dem Arbeitsentschädigungsausschuss (Pennsylvania State Workmen’s Compensation Board) seines Staates an. Zeitweise war er auch Bezirksvorsitzender der Republikaner im Mercer County.
Bei den Kongresswahlen des Jahres 1936 wurde Jarrett im 20. Wahlbezirk von Pennsylvania in das US-Repräsentantenhaus in Washington, D.C. gewählt, wo er am 3. Januar 1937 die Nachfolge des Demokraten Denis J. Driscoll antrat. Nach zwei Wiederwahlen konnte er bis zum 3. Januar 1943 drei Legislaturperioden im Kongress absolvieren. Bis 1941 wurden dort die letzten New-Deal-Gesetze der Roosevelt-Regierung verabschiedet, denen Jarretts Partei eher ablehnend gegenüberstand. Seit 1941 war auch die Arbeit des Kongresses von den Ereignissen des Zweiten Weltkrieges geprägt.
Im Jahr 1942 verzichtete Jarrett auf eine erneute Kandidatur. Nach seiner Zeit im US-Repräsentantenhaus praktizierte er wieder als Anwalt. Benjamin Jarrett starb am 20. Juli 1944 während eines Besuchs in Ohio und wurde in Sharon beigesetzt.